# خورخه اسپالتی
خورخه اسپالتی (انگلیسی: Jorge Spedaletti؛ زادهٔ ۲۴ سپتامبر ۱۹۴۷) بازیکن فوتبال، و سرمربی (فوتبال) اهل آرژانتین است.
از باشگاه‌هایی که در آن بازی کرده‌است می‌توان به باشگاه فوتبال گودوی کروز و باشگاه فوتبال اونیورسیداد شیلی اشاره کرد.